# Elephunk
«Elephunk» — третій альбом американського гурту «The Black Eyed Peas», випущений у 2000 році.
Це був перший альбом, записаний разом з Ферджі, а також першим, коли гурт почав називатись «The Black Eyed Peas».

## Список композицій
1. «Hands Up»
2. «Labor Day (It's a Holiday)»
3. «Let's Get Retarded»
4. «Hey Mama»
5. «Shut Up»
6. «Smells Like Funk»
7. «Latin Girls»
8. «Sexy»
9. «Fly Away»
10. «The Boogie That Be»
11. «The APL Song»
12. «Anxiety» (разом з Papa Roach)
13. «Where Is the Love?»
14. «Let's Get It Started» (тільки у виданні з бонус-треками)
15. «Third Eye» (прихована доріжка)